# AEG B.II
AEG B.II – dwumiejscowy, dwupłatowy niemiecki samolot rozpoznawczy, wyprodukowany w niewielkiej serii w 1914. Wersja rozwojowa AEG B.I, od którego różnił się mniejszymi rozmiarami oraz nieco lepszymi osiągami. Samolot wszedł do użycia na przełomie 1914 i 1915 r., jednak ze względu na małą prędkość maksymalną oraz słabą ochronę załogi przed atakami z powietrza szybko został wycofany.